# Waylon
Willem Bijkerk, född 20 april 1980 i Apeldoorn, mer känd under sitt artistnamn Waylon, är en nederländsk sångare.

## Karriär
Den 28 augusti 2009 släppte han sitt debutalbum Wicked Ways. Albumet nådde tredje plats på den nederländska albumlistan. Albumet låg på topp-100-listan i hela 80 veckor. Hans andra studioalbum After All släpptes den 4 november 2011. Albumet nådde åttonde plats på den nederländska albumlistan. Hans mest framgångsrika singel är debutsingeln "Wicked Way" som nådde åttonde plats på den nederländska singellistan. Han har haft ytterligare fyra singlar på singellistan som har placerat sig mellan plats 27 och 46.
Tillsammans med Ilse DeLange representerade han Nederländerna i Eurovision Song Contest 2014 under namnet The Common Linnets. De tävlade med låten  "Calm After the Storm" och gick vidare från första semifinalen.
Den 9 november 2017 stod det klart att Waylon kommer representera Nederländerna i Eurovision Song Contest 2018 i Lissabon med låten "Outlaw In 'Em". Han gick vidare från den andra semifinalen till final där han slutade på artonde plats.

## Diskografi

### Album
- 2009 - Wicked Ways
- 2011 - After All
- 2014 - Heaven After Midnight
- 2016 - Seeds
- 2018 - The World Can Wait